# Booker’s

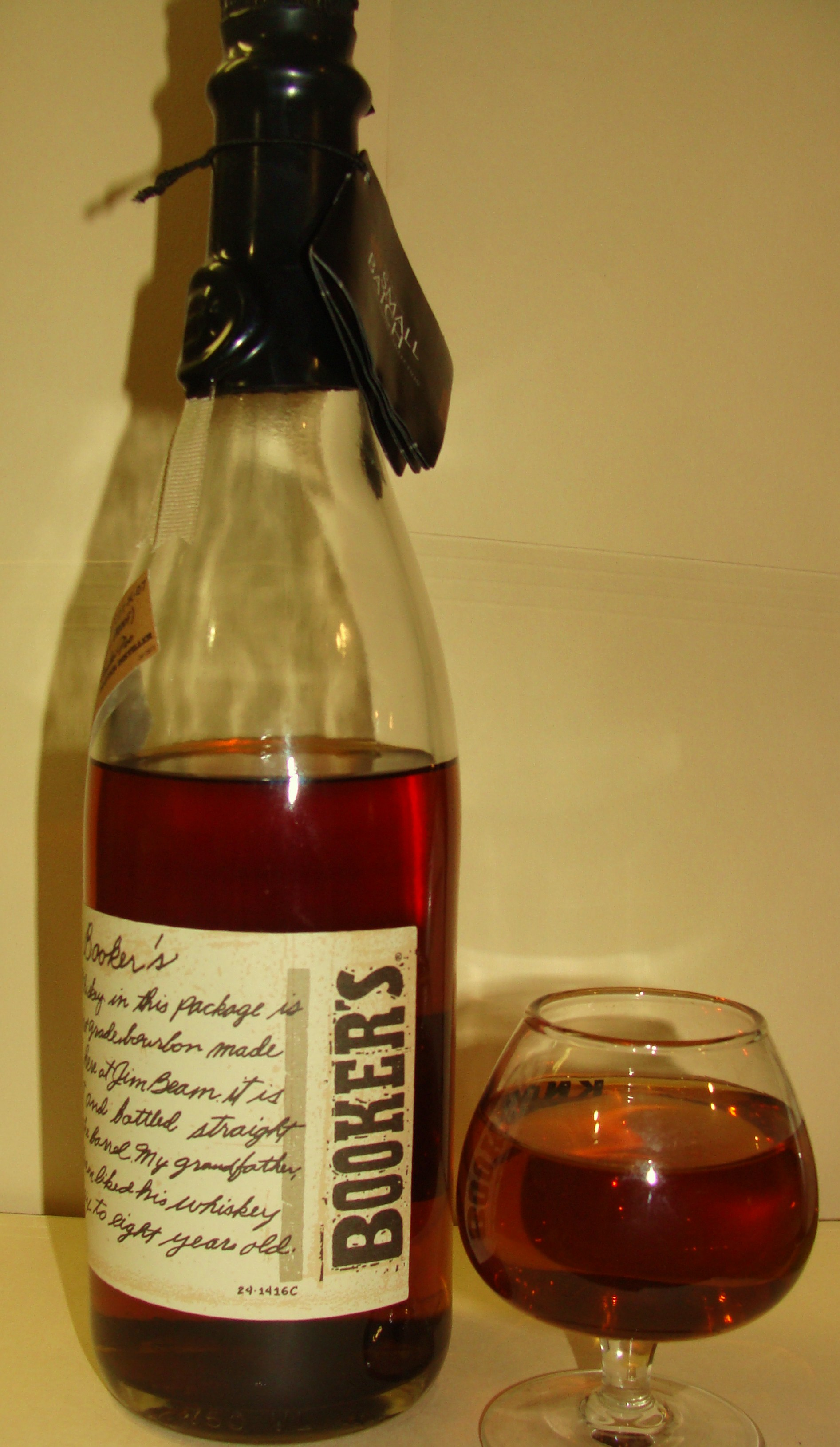
Eine Flasche Booker's.

Booker's ist ein Bourbon Whiskey des Beam-Suntory-Konzerns. Bei seiner Einführung 1988 war Booker's der erste Whiskey, der als Small Batch (dt.: Kleine Losgröße) am Markt eingeführt wurde. Booker's wird einmal pro Jahr aus einer kleinen Zahl ausgewählter Fässer in der Jim-Beam-Destillerie in Clermont ausgewählt, und direkt vom Fass in Flaschen abgefüllt.
Der Whiskey ist sechs bis acht Jahre alt, sein Alkoholgehalt liegt zwischen 60 % und 62,5 %.

## Geschichte
Booker's wurde von Frederick Booker Noe II, dem Enkel von Jim Beam und für 40 Jahre Master Distiller in Jim Beams Churchill Distillery kreiert. Der Überlieferung nach hatte Booker Noe immer einen Vorrat besonders ausgewählter Bourbons aus den besten Fässern der Jim-Beam-Lagerhäuser, um diesen mit Freunden, Familie und Gästen zu teilen. 1987 waren die Beam-Verantwortlichen auf der Suche nach einem besonderen Weihnachtsgeschenk für Geschäftspartner und fragten Booker Noe, ob sein Vorrat für 1.000 Flaschen reiche. Die Brennerei füllte 1.000 Chablis-Flaschen, die noch zufällig in Lagerhaus waren, man ließ von Booker Noe handschriftlich ein Label gestalten, und verteilte die Flaschen mit Bookers Auswahl zu Weihnachten an Geschäftspartner. Das Label ist bis heute eine Reproduktion von Bookers erstem handschriftlichen Label.
Ende der 1980er begann der Erfolg der Single Malt Whiskeys und Buffalo Trace hatte 1984 als Reaktion darauf Blanton’s als Single Barrel-Bourbon – Bourbon aus einem einzigen Fass – eingeführt und damit ebenfalls Erfolg gefunden. Single Barrel Bourbon verkaufte sich zu der Zeit in Japan für 100 US-Dollar die Flasche, während normaler Bourbon aus dem US-Markt kaum mehr als 20 US-Dollar einbrachte. Die Beam Geschäftsführung beschloss darauf mit einem eigenen Premium-Whiskey in begrenzter Anzahl zu reagieren und dazu auf Booker's Auswahl zurückzugreifen. Um die besondere Begrenztheit von Booker's zu unterstreichen, erfand Beam die Bezeichnung Small Batch, die eine kleine Menge betonen sollte. Heute benutzen zahlreiche Brennereien den Begriff, kleinere Hersteller wie Maker’s Mark oder Woodford Reserve bezeichnen sogar ihre ganze Produktion als Small Batch. 1988 kam der erste Booker's Small Batch Whiskey in den Handel, in einer Auflage von 6.000 Flaschen. 1992 etablierte Jim Beam eine Small Batch Collection zu der auch die Marken Knob Creek, Basil Hayden und Baker's gehören.

## Herstellung
Booker's wird wie jeder andere Beam-Whiskey gebrannt und im Lagerhaus in Clermont gelagert. Dort herrschen an jeder Stelle leicht unterschiedliche klimatische Bedingungen und auch das Holz der Fässer ist nicht komplett identisch. Über die Lagerzeit entstehen so Unterschiede zwischen den Whiskeys in den einzelnen Fässern, die im Normalfall durch ein Blending von Whiskeys aus verschiedenen Fässern ausgeglichen werden. Für den Booker's sucht Beam Fässer mit besonders gutem Whiskey aus und erstellt drei mögliche Booker's-Batches. Diese Fässer kommen alle aus den Lagerhäusern in Clermont, im Normalfall aus den älteren sieben- bis neunstöckigen Häusern. Batch bedeutet in diesem Kontext ein Blendtank voll Whiskey, in den Whiskey aus verschiedenen Fässern gefüllt wurde, um ihn in Flaschen zu füllen.
Kleine Kostproben der Mischungen werden an Bookers Sohn Fred Noe und drei oder vier Journalisten gegeben, die sich dann auf einen der Blends einigen. Ein Booker's Batch wird aus 360 Fässern produziert, der nach ungefähr drei Monaten ausverkauft ist- dann fertigt Beam den nächsten Batch an. Der Whiskey wird dabei nach der Lagerung nicht mehr bearbeitet: weder wird er auf Trinkstärke verdünnt, noch kalt filtriert. Er hat deshalb einen Alkoholgehalt von etwas über 60 %, Booker Noe selbst empfahl, ihm beim Trinken etwas Wasser hinzuzusetzen.